# Podistera
- Commons
- Wikispecies

Podistera é um género botânico pertencente à família Apiaceae.